# Szczyty NATO

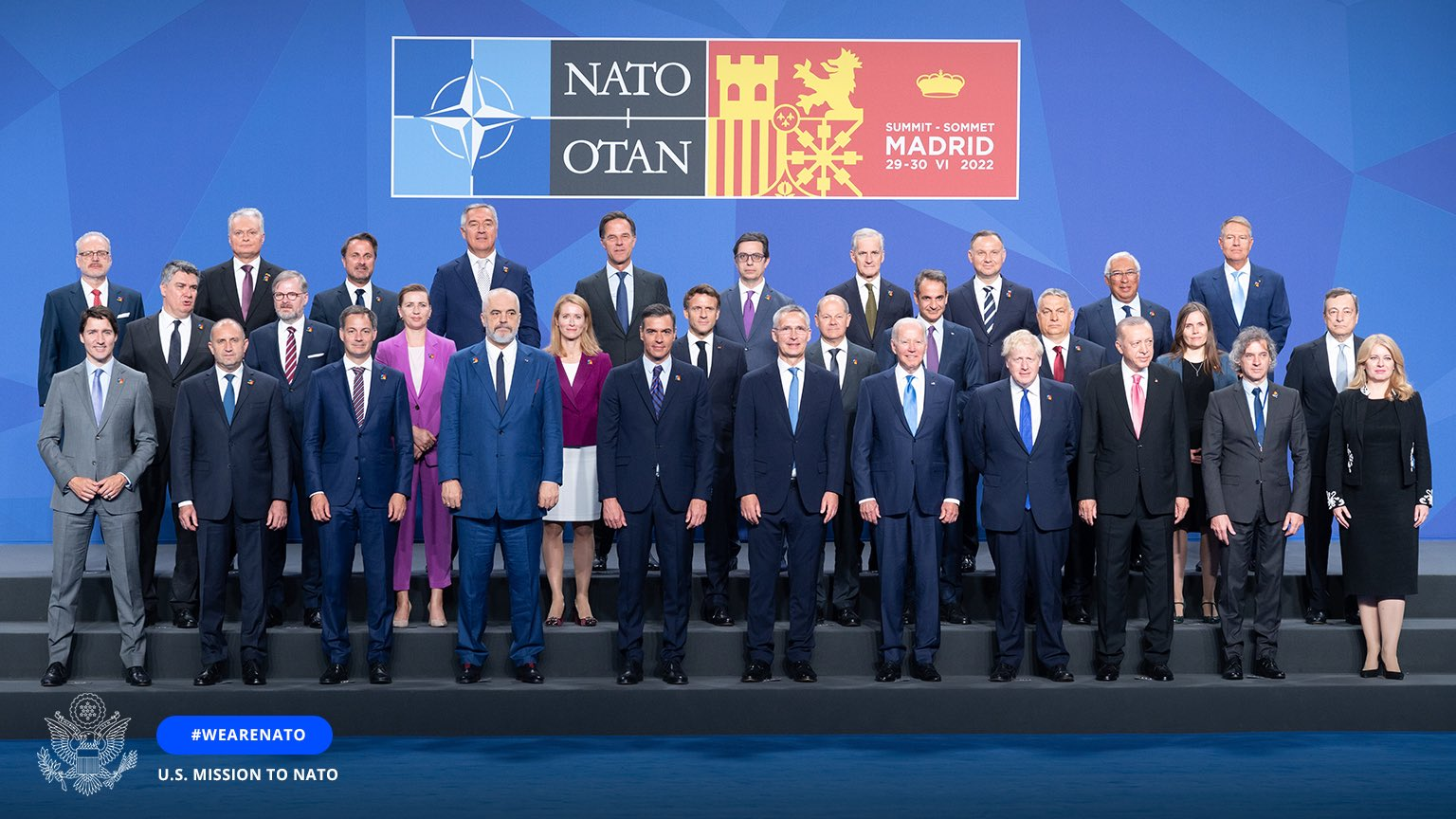
Szczyt NATO, 2022

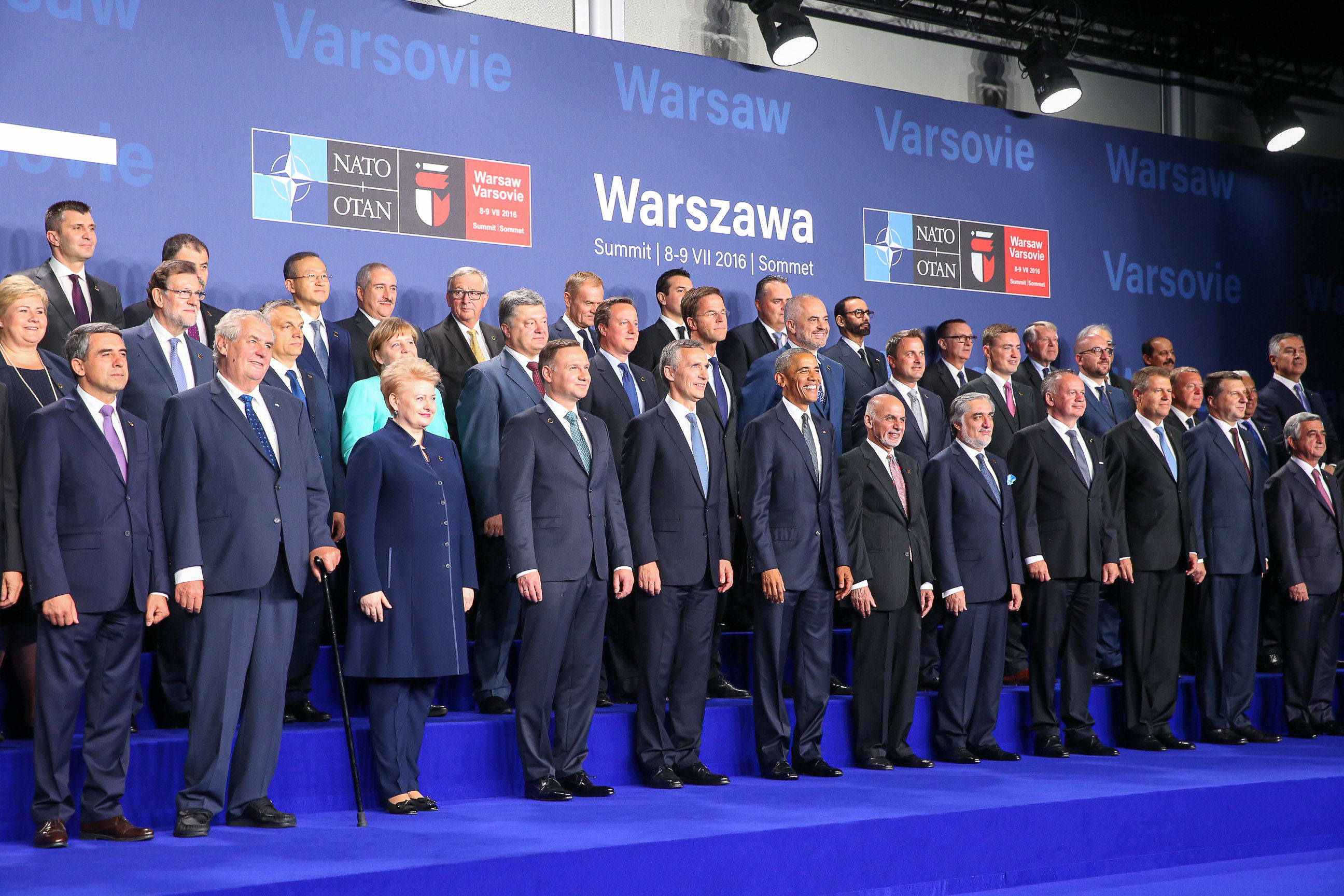
Szczyt NATO, 2016

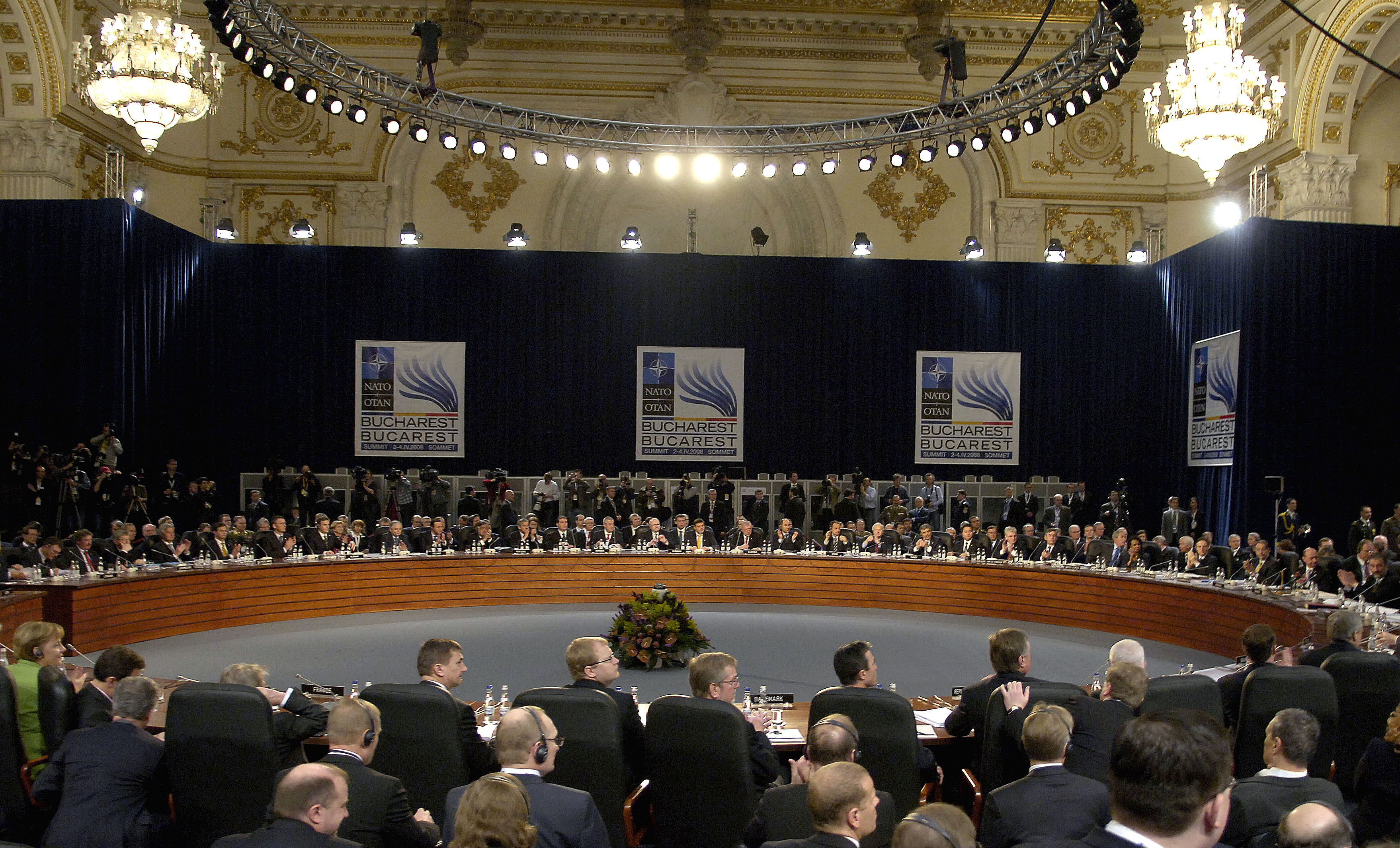
Szczyt NATO, 2008

Szczyty NATO – jedna z platform współpracy członków Sojuszu Północnoatlantyckiego na szczeblu szefów państw i rządów, która stwarza możliwość do oceny i wyznaczenia strategicznych kierunków działalności paktu.
Szczyty NATO nie są regularnymi spotkaniami, lecz stanowią ważne punkty w procesie decyzyjnym paktu. Ich zadaniem może być wprowadzenie nowej strategii i polityki paktu, zaproszenie do sojuszu nowych członków, zapoczątkowanie nowych inicjatyw oraz budowa partnerstwa z państwami spoza NATO.
Szczyty NATO z formalnego punktu widzenia są spotkaniami Rady Północnoatlantyckiej (NAC) na jej najwyższym szczeblu, szefów państw lub rządów. Zwyczajowo, decyzje podjęte podczas szczytu są ogłaszane w deklaracji końcowej i komunikatach.

## Charakterystyka szczytów NATO
Szczyty NATO są jedną z platform współpracy państw członkowskich NATO na szczeblu szefów państw i rządów. Po raz pierwszy wszyscy przedstawiciele państw NATO spotkali się na ceremonii podpisania traktatu północnoatlantyckiego 4 kwietnia 1949 w Waszyngtonie, ale pierwszym formalnym szczytem NATO był zorganizowany w grudniu 1957 szczyt w Paryżu. Przewodniczył mu ówczesny sekretarz generalny NATO Paul-Henri Spaak. Drugi szczyt NATO zwołano w 1974 w Brukseli. W czasie 17 lat między szczytami, w ramach sesji Rady Północnoatlantyckiej, zorganizowano 39 spotkań ministerialnych. Po 1989, ze względu na zmiany w środowisku bezpieczeństwa, intensywność zwoływania szczytów znacząco wzrosła.

Tematyka spotkań na szczytach dotyczy przede wszystkim kwestii o dużym znaczeniu politycznym i strategicznym. Rozpatruje się na nich sprawy wewnętrznej struktury Sojuszu Północnoatlantyckiego, jego funkcjonowanie, a także relacje z partnerami spoza NATO. W szczytach biorą udział państwa członkowskie NATO, ale często także przedstawiciele Międzynarodowych Sił Wsparcia Bezpieczeństwa, sekretarz generalny ONZ, przewodniczący Komisji Europejskiej, sekretarz generalny Rady Unii Europejskiej, dyrektor Banku Światowego, ministrowie spraw zagranicznych państw niebędące jego członkami.
Szczyty organizowane są w jednym z krajów członkowskich lub w kwaterze głównej NATO w Brukseli. Decyzję o jego lokalizacji podejmuje Rada Północnoatlantycka. O wyborze miejsca często decyduje symbolika. W 1999 szczyt odbył się w Waszyngtonie dla upamiętnienia rocznicy podpisania Traktatu Północnoatlantyckiego w tym mieście, a w 2004, w czasie szczytu w Stambule, podpisano Stambulską Inicjatywę Współpracy, aby podkreślić współdziałanie Sojuszu z państwami Bliskiego Wschodu. Zwyczajowo decyzje podjęte podczas szczytu ogłasza się w formie deklaracji lub komunikatu końcowego.

## Lista szczytów NATO
|    | Szczyt                          | Data                             | Państwo          | Przewodniczący        |
| -- | ------------------------------- | -------------------------------- | ---------------- | --------------------- |
| 1  | Szczyt NATO w Paryżu            | 16 grudnia – 19 grudnia 1957     | Francja          | Paul-Henri Spaak      |
| 2  | Szczyt NATO w Brukseli          | 26 czerwca 1974                  | Belgia           | Joseph Luns           |
| 3  | Szczyt NATO w Brukseli          | 29 maja – 30 maja 1975           | Belgia           | Joseph Luns           |
| 4  | Szczyt NATO w Londynie          | 10 maja- 11 maja 1977            | Wielka Brytania  | Joseph Luns           |
| 5  | Szczyt NATO w Waszyngtonie      | 30 maja – 31 maja 1978           | USA              | Joseph Luns           |
| 6  | Szczyt NATO w Bonn              | 10 czerwca 1982                  | Niemcy Zachodnie | Joseph Luns           |
| 7  | Szczyt NATO w Brukseli          | 21 listopada 1985                | Belgia           | Peter Carington       |
| 8  | Szczyt NATO w Brukseli          | 2 marca – 3 marca 1988           | Belgia           | Peter Carington       |
| 9  | Szczyt NATO w Brukseli          | 29 maja – 30 maja 1989           | Belgia           | Manfred Wörner        |
| 10 | Szczyt NATO w Brukseli          | 4 grudnia 1989                   | Belgia           | Manfred Wörner        |
| 11 | Szczyt NATO w Londynie          | 5 lipca – 6 lipca 1990           | Wielka Brytania  | Manfred Wörner        |
| 12 | Szczyt NATO w Rzymie            | 7 listopada – 8 listopada 1991   | Włochy           | Manfred Wörner        |
| 13 | Szczyt NATO w Brukseli          | 10 stycznia – 11 stycznia 1994   | Belgia           | Manfred Wörner        |
| 14 | Szczyt NATO w Paryżu            | 27 maja 1997                     | Francja          | Javier Solana         |
| 15 | Szczyt NATO w Madrycie          | 8 lipca – 9 lipca 1997           | Hiszpania        | Javier Solana         |
| 16 | Szczyt NATO w Waszyngtonie      | 23 kwietnia – 25 kwietnia 1999   | USA              | Javier Solana         |
| 17 | Szczyt w Kwaterze Głównej NATO  | 13 czerwca 2001                  | Belgia           | George Robertson      |
| 18 | Szczyt NATO w Rzymie            | 28 maja 2002                     | Włochy           | George Robertson      |
| 19 | Szczyt NATO w Pradze            | 21 listopada – 22 listopada 2002 | Czechy           | George Robertson      |
| 20 | Szczyt NATO w Stambule          | 28 czerwca – 29 czerwca 2004     | Turcja           | Jaap de Hoop Scheffer |
| 21 | Szczyt w Kwaterze Głównej NATO  | 22 lutego 2005                   | Belgia           | Jaap de Hoop Scheffer |
| 22 | Szczyt NATO w Rydze             | 28 listopada – 29 listopada 2006 | Łotwa            | Jaap de Hoop Scheffer |
| 23 | Szczyt NATO w Bukareszcie       | 2 kwietnia – 4 kwietnia 2008     | Rumunia          | Jaap de Hoop Scheffer |
| 24 | Szczyt NATO w Strasburgu i Kehl | 3 kwietnia – 4 kwietnia 2009     | Francja Niemcy   | Jaap de Hoop Scheffer |
| 25 | Szczyt NATO w Lizbonie          | 19 listopada – 20 listopada 2010 | Portugalia       | Anders Fogh Rasmussen |
| 26 | Szczyt NATO w Chicago           | 20 maja – 21 maja 2012           | USA              | Anders Fogh Rasmussen |
| 27 | Szczyt NATO w Newport           | 4 września – 5 września 2014     | Wielka Brytania  | Anders Fogh Rasmussen |
| 28 | Szczyt NATO w Warszawie         | 8 lipca – 9 lipca 2016           | Polska           | Jens Stoltenberg      |
| 29 | Szczyt NATO w Brukseli          | 25 maja 2017                     | Belgia           | Jens Stoltenberg      |
| 30 | Szczyt NATO w Brukseli          | 11 lipca – 12 lipca 2018         | Belgia           | Jens Stoltenberg      |
| 31 | Szczyt NATO w Londynie          | 3 grudnia – 4 grudnia 2019       | Wielka Brytania  | Jens Stoltenberg      |
| 32 | Szczyt NATO w Brukseli          | 14 czerwca 2021                  | Belgia           | Jens Stoltenberg      |
| 33 | Wirtualny Szczyt NATO           | 25 lutego 2022                   | Wirtualny szczyt | Jens Stoltenberg      |
| 34 | Szczyt NATO w Brukseli          | 24 marca 2022                    | Belgia           | Jens Stoltenberg      |
| 35 | Szczyt NATO w Madrycie          | 29 czerwca – 30 czerwca 2022     | Hiszpania        | Jens Stoltenberg      |
| 36 | Szczyt NATO w Wilnie            | 11 lipca – 12 lipca 2023         | Litwa            | Jens Stoltenberg      |
| 37 | Szczyt NATO w Waszyngtonie      | 9–11 lipca 2024                  | USA              | Jens Stoltenberg      |
| 38 | Szczyt NATO w Hadze             | 24–26 czerwca 2025               | Holandia         | Mark Rutte            |